# 上御霊神社
上御霊神社（かみごりょうじんじゃ）は、京都市上京区上御霊竪町にある神社。旧社格は府社。上御霊神社という社名は下御霊神社に対応するもので、現在は宗教法人としての正式名を「御靈神社」としている。

## 歴史
そもそもは桓武天皇の時代、各地で疫病が流行していた。これは御霊の祟りであるとして、延暦13年（794年）5月、早良親王（崇道天皇）の御霊をこの地に祀ったのが始めだとされる。また、この地には平安遷都以前から出雲氏の氏寺・上出雲寺があり、当社の元はその鎮守社であったともされる。
貞観5年（863年）5月20日、平安京の神泉苑で御霊会が催された。この時に慰霊された御霊は崇道天皇（早良親王）・伊予親王・藤原夫人（藤原吉子）・観察使（藤原仲成）・橘逸勢・文屋宮田麿らの六所御霊であった。この御霊会が当社および下御霊神社の創祀であるとしている。
後年には祭神のうち伊予親王と観察使（藤原仲成）が井上大皇后と他戸親王に変わり、火雷神と吉備大臣（吉備聖霊）が追加されている。
平安時代には現在の下御霊神社を下出雲寺御霊堂、当社は上出雲寺御霊堂と称した。朝廷の篤い崇敬を受け、至徳元年（1384年）には正一位の神階を授けられている。
室町時代の文正2年（1467年）1月18日には、失脚した管領の畠山政長が当社境内の森に布陣し、そこに畠山義就が攻め寄せて上御霊神社の戦いが行われた。この戦いは応仁の乱の前哨戦となったことから当地は「応仁の乱発祥の地」とされる。
なお、延喜式神名帳に記載される出雲井於神社（式内大社）や出雲高野神社（式内小社）を当社に比定する説もあるが、継続性は不詳であり、神社側の由諸ではこれらの式内社について言及していない。
明治時代になると府社に列せられている。

## 祭神
現在の主祭神（本殿八座）は以下の八柱で、「八所御霊」と称される。
- 崇道天皇（早良親王。光仁天皇の皇子）
- 井上大皇后（光仁天皇の皇后）
- 他戸親王（光仁天皇の皇子）
- 藤原大夫人（藤原吉子、桓武天皇皇子伊予親王の母）
- 橘大夫（橘逸勢）
- 文大夫（文室宮田麻呂）
- 火雷神（以上六柱の荒魂）
- 吉備大臣（吉備真備）

また、相殿（相殿五座）としては以下の五柱が祀られている。
- 三社明神（小倉実起、小倉公連、中納言典待局（小倉実起の娘）、小倉季判）
- 和光明神（菅原和子・若宮）

祭神は9世紀前半から民衆の間で広まり、貞観5年（863年）には公式の御霊会で祭られるようになった御霊信仰が元になっている。当初の御霊会で祭られたのは崇道天皇、伊予親王、藤原夫人、観察使（藤原仲成）、橘大夫（橘逸勢）、文大夫（文室宮田麻呂）の六所御霊であった。後年追加された火雷神と吉備大臣（吉備聖霊）の二神について、火雷神は菅原道真、吉備聖霊は吉備内親王、または伝承にある井上内親王が産んだ皇子とする説、さらに火雷神は落雷を司る雷精で、吉備聖霊は鬼魅（災事を起こさせる霊力）であると解釈する説もある。
相殿に小倉実起・小倉公連・中納言典待局・小倉（竹淵）季判、若宮に和光明神（菅原和子）を配祀する。
これらの諸神は（吉備真備を除いて）いずれも政争に巻き込まれて憤死した人々で、その怨霊を慰めるために創建されたのが当社である。

## 境内
- 本殿
- 拝所
- 神明神社 - 祭神：天照大御神
- 稲荷神社 - 祭神：稲荷神
- 厳島神社 - 祭神：宗像三女神
- 花御所八幡宮 - 祭神：八幡神。足利義満の花の御所の鎮守社であったとされる。
- 大舞神社
- 天満宮社 - 祭神：菅原道真
- 多度神社 - 祭神：天津彦根命
- 貴船神社 - 祭神：高龗神
- 粟島神社 - 祭神：淡島神
- 白髪神社
- 長宮三十社 - 春原社、荒神社、稲葉神社、今宮神社、熊野神社、愛宕神社、熱田神社、多賀神社、厳嶋神社、猿田彦神社、貴布禰社、丹生神社、梅宮神社、八坂神社、廣田神社、吉田神社、日吉神社、住吉神社、龍田神社、廣瀬神社、大和神社、石上神社、大神社、大原神社、平野神社、春日神社、松尾神社、八幡神社、賀茂神社、鴨神社
- 神変塚 - 神変大菩薩（役行者）の塚。
- 神楽殿
- 社務所
- 絵馬所 - 宝暦年間（1751年 - 1764年）に寄進された内裏賢所権殿を改築したもの。
- 御車舎
- 応仁の乱 発端 御霊合戦旧跡 碑 - 応仁の乱のもとになった御霊合戦があった、と記されている。

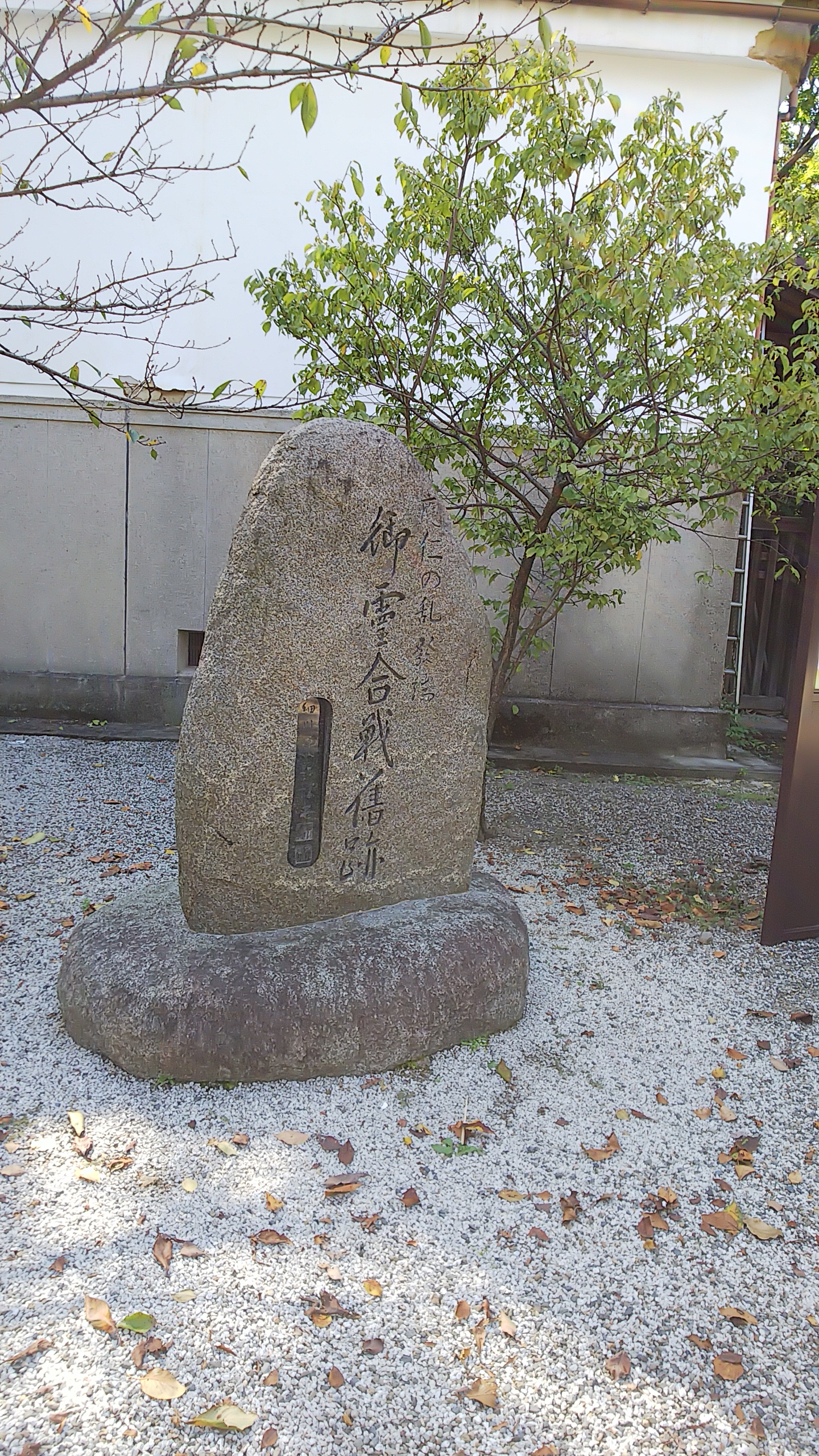
応仁の乱 発端 御霊合戦旧跡 碑

- 松尾芭蕉句碑 - 松尾芭蕉が元禄3年（1690年）12月に参詣し俳句を奉納。「半日は神を友にや年忘れ」。
- 新村出の歌碑 - 広辞苑編者で有名な新村出の歌が碑に刻まれている。新村出は上御霊神社氏子小山中溝町に住み、八十歳の誕生日に上御霊神社に参拝の折、献詠したもの。「上御霊のみやしろに詣でてよめる 千早振（ちはやぶる）神のみめぐみ深くして 八十（やそ）ぢに満つる 幸を得にけり」
- 四脚門 - 南門。伏見城の四脚門を移築したもの。
- 楼門 - 西門。寛政年間（1789年 - 1801年）に再建。

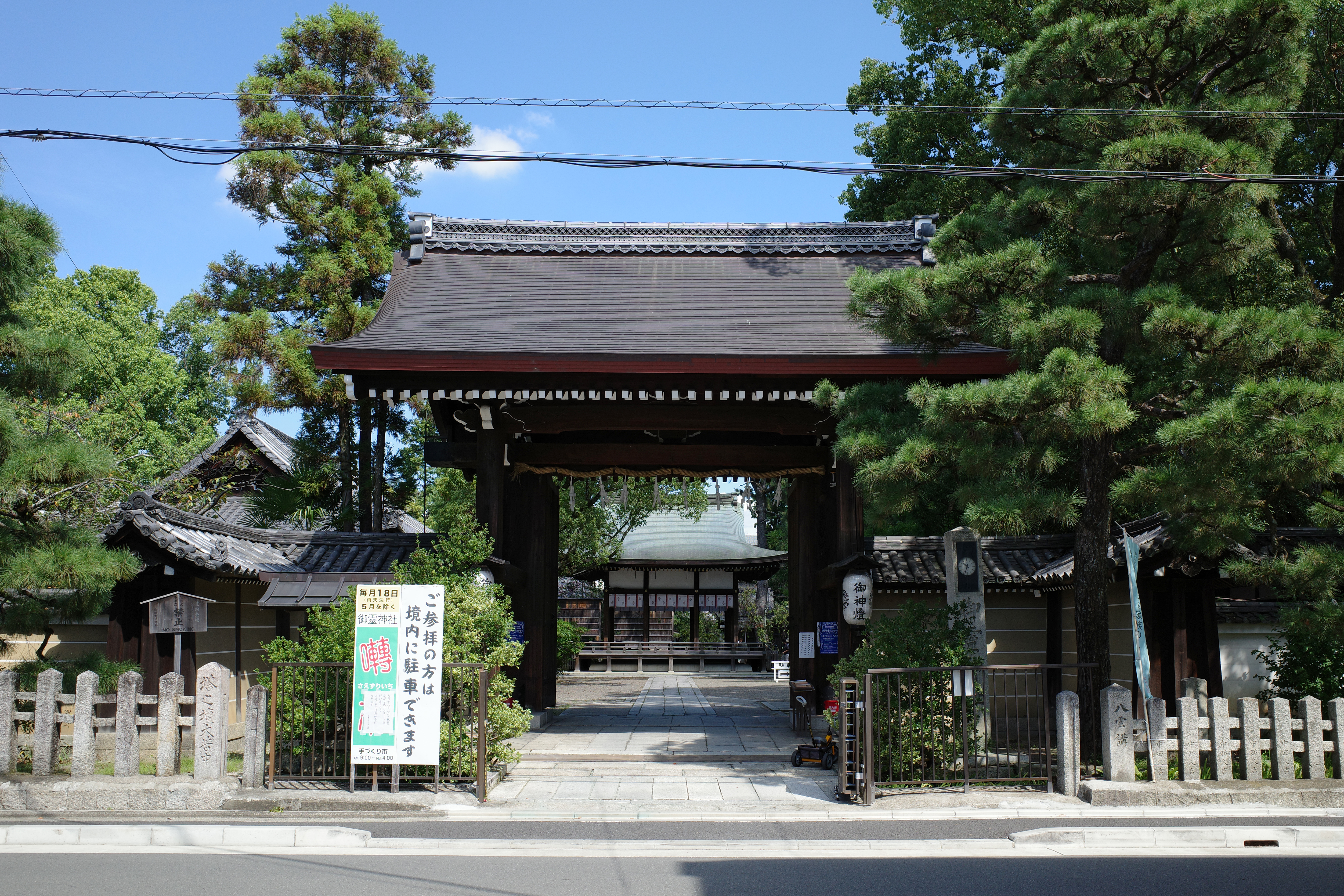
四脚門（南門）
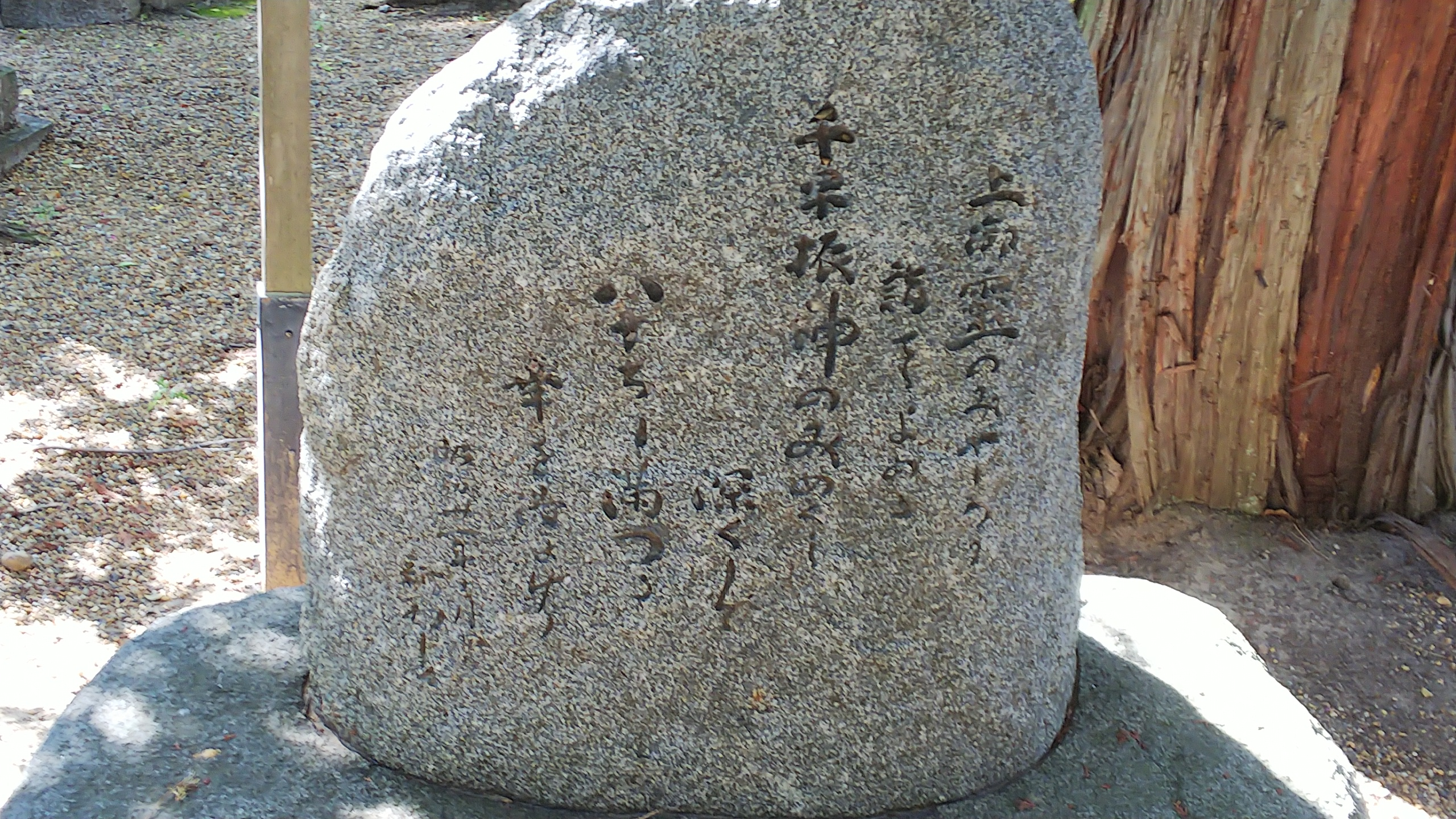
新村出の歌碑
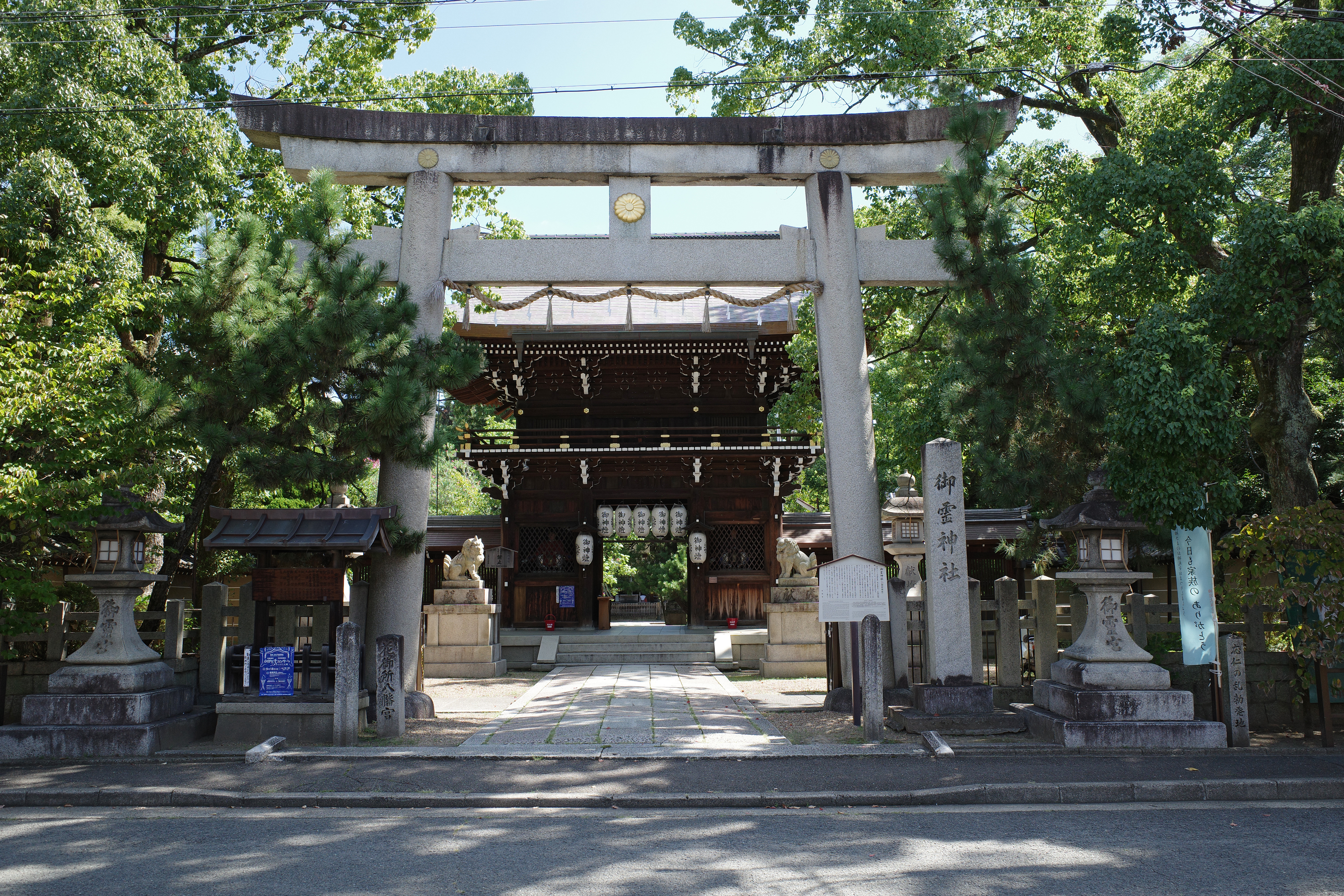
鳥居と楼門（西門）
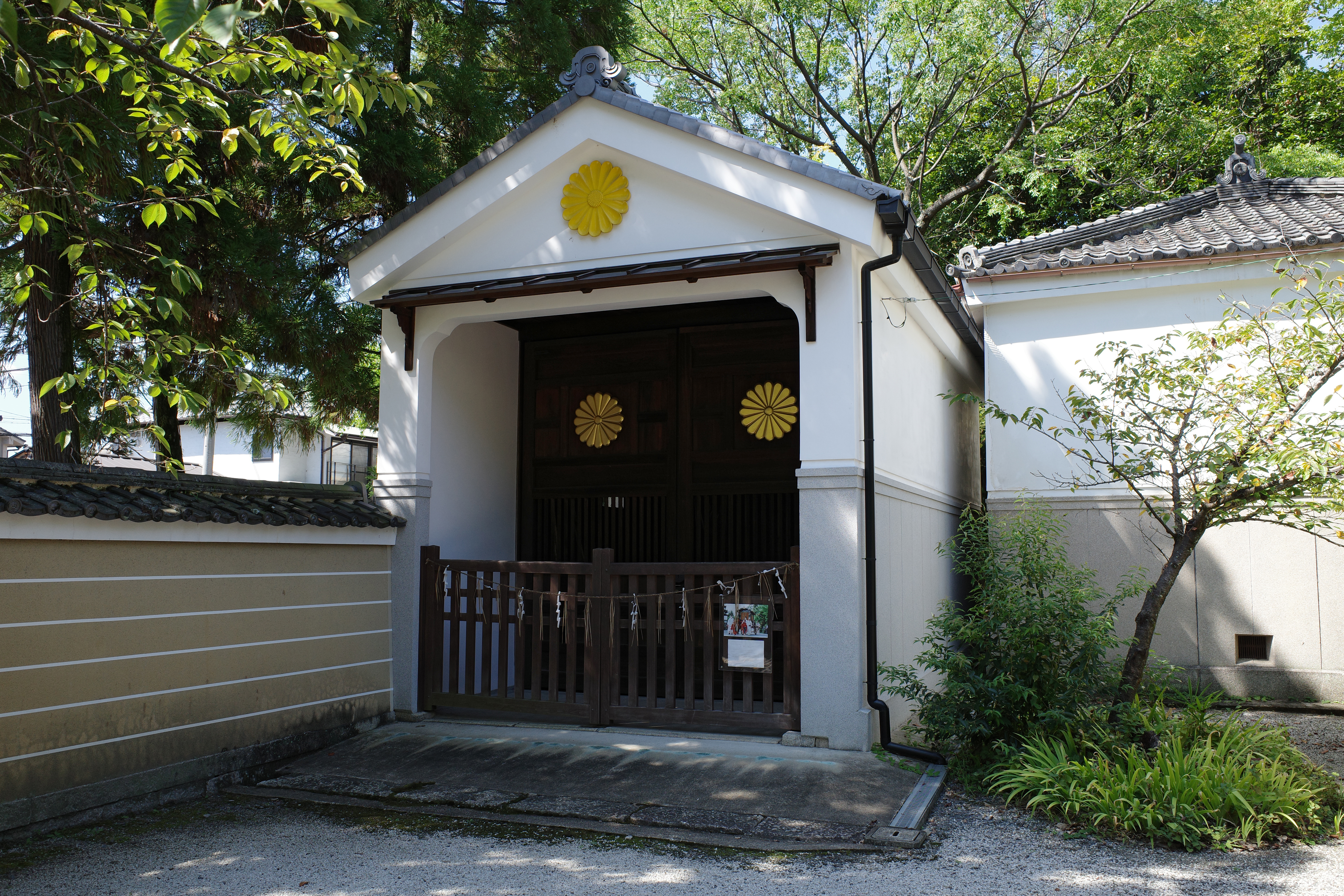
御車社
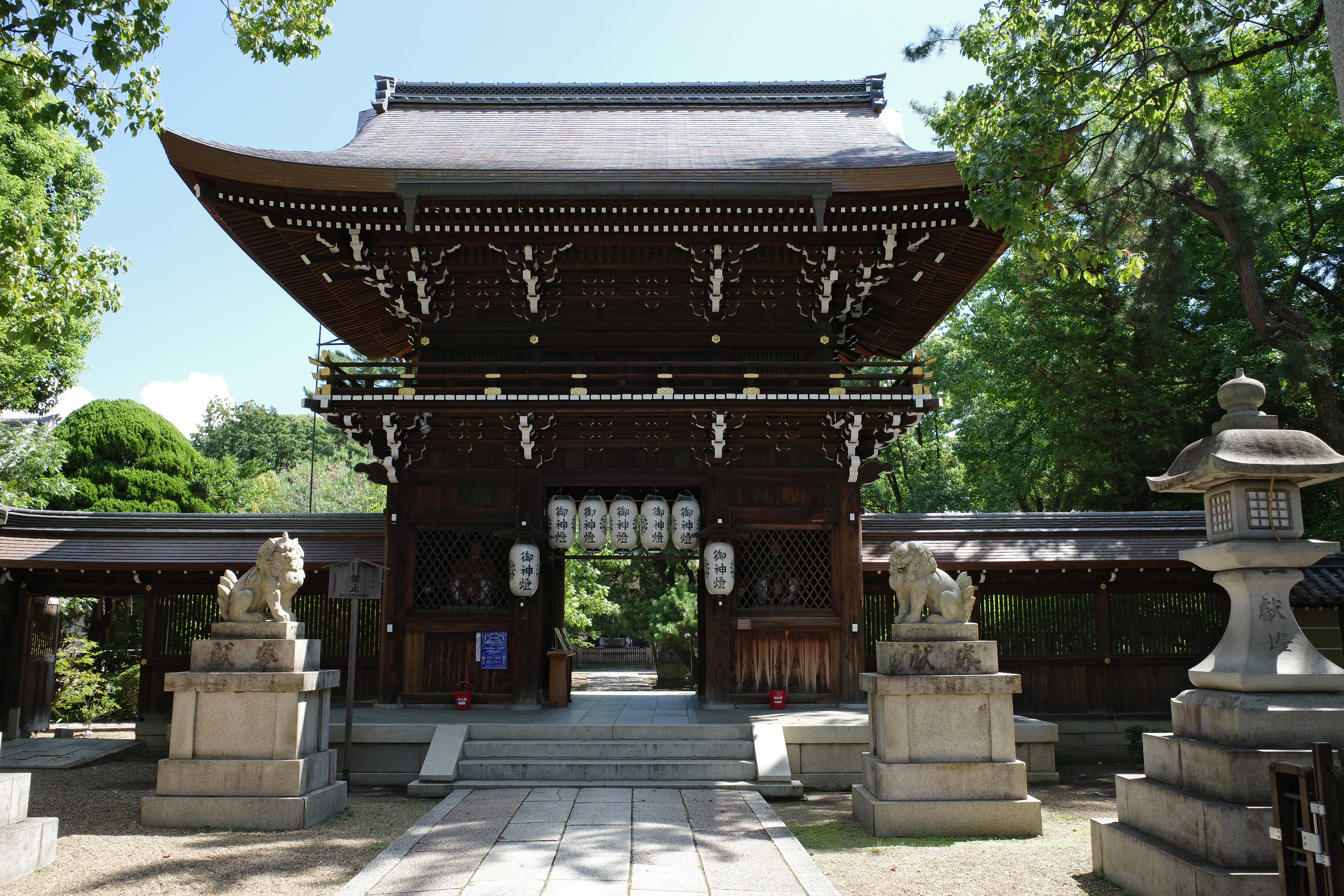
楼門（西門）

## 祭事
| 歳旦祭         | 一月一日            |
| 節分祭         | 節分の日            |
| 紀元祭         | 二月十一日          |
| 祈年祭         | 春分の日            |
| 御霊祭社頭之儀 | 五月一日            |
| 御霊祭渡御之儀 | 五月十八日          |
| 御内儀春季祭   | 五月二十日          |
| 大祓式         | 六月三十日          |
| 例祭           | 八月十八日          |
| 七五三祝       | 十一月十五日        |
| 火焚祭         | 十一月十八日        |
| 新嘗祭         | 十一月二十三日      |
| 御内儀秋季祭   | 十一月二十八日      |
| 大祓式         | 十二月三十一日      |
| 月次祭         | 毎月一日 毎月十八日 |

| 福壽稲荷社祭   | 二月初午日   |
| 御霊天満宮祭   | 三月二十五日 |
| 花御所八幡宮祭 | 九月十五日   |
| 神明社祭       | 十月十七日   |

例祭の御霊祭は明治までは8月18日（旧暦）に行われていたが、現在では5月18日（新暦）に行われている。御霊祭は京都（洛中）で最も古い祭りと言われる。

### 囀市（さえずりいち）
5月を除く毎月18日の朝から、境内で小規模な市が開催されている。

## 前後の札所
神仏霊場巡拝の道
99 相国寺　-　100 御霊神社（上御霊神社）　-　101 賀茂御祖神社

## 交通
- 最寄駅 : 京都市営地下鉄烏丸線鞍馬口駅下車、徒歩3分